# Shakkei
Shakkei ist ein Musikalbum von Alexandra Grimal und Giovanni Di Domenico. Die am 14. Januar 2023 im MIRY Concertzaal in Gent entstandenen Aufnahmen erschienen am 24. Januar 2025 auf Relative Pitch Records. Das Album ist nach einer japanischen Tradition der Landschaftsornamentik benannt.

## Hintergrund
Das Duo aus der Saxophonistin Alexandra Grimal und dem Keyboarder Giovanni Di Domenico arbeitet seit 2011 zusammen. 2014 legten sie das Album Ghibli (Sans Bruit) vor, gefolgt von Chergui (Ayler Records, 2014) und Down the Hill (2020).

## Titelliste
- Alexandra Grimal/Giovanni Di Domenico: Shakkei (Relative Pitch Records RPR1216)[1]

1. Komori 木守 10:04
2. Ishi No Irai / Request of the Stone 石の依頼 5:55
3. Kuden 口伝 4:39
4. Sanmai 三昧 20:34
5. Yorishiro 依代 1:53

Die Kompositionen stammen von Alexandra Grimal und Giovanni Di Domenico.

## Rezeption
Dieses langjährige Duo mache seit 2011 großartige Musik, schrieb Marc Medwin in Dusted. Bei ihrem Projekt Shakkei würden sie bekannte und unbekannte Territorien durchqueren; man könne diese andere Album als stille, konfrontative Selbstbeobachtung bezeichnen. Aufbauend auf früheren musikalischen Praktiken, bei denen vor allem oder in deren Kern der Widerspruch einer halbstatischen Bewegung zu hören sei, erschaffe das Duo Stücke, die von der abschließenden Miniatur bis zum 20-minütigen „Sanmai“, dem Herzstück der CD, reichten. Zu ihrem Spiel gehöre weder die kurzzeitig durchdrungene Stille von Wandelweiser noch das energisch verhaltene Zusammenspiel der auf das Spontaneous Music Ensemble bezogenen Aggregate. Halte und Pausen würden den Dialog verstärken, anstatt ihn zu definieren oder einen Hintergrund dafür zu bieten. Einfach ausgedrückt sei dies klanglich und musikalisch das beste Werk des Duos, ein Statement von großer Tiefe und klanglicher Vielfalt.
Das Bekenntnis zu inhärenter Struktur und relativer Weite zeige sich in der bewussten Titelwahl der fünf Stücke von Shakkei, deren Bedeutung auf die Gesamtstruktur der Musik verweise und gleichzeitig die Faszination der beiden Musikerinnen für japanische Kultur und Werte widerspiegle, schrieb Massimo Ricci (Squid's Ear). Die Verknüpfung klanglicher Faktoren und unausgesprochener Hypothesen würde die stillschweigende Kohärenz aller Stücke verstärken. Trotz der Gelassenheit, die einen Großteil des Temperaments durchdringt, wecke dieses Set oft eine Wahrnehmung des Unerwarteten und biete dem aufmerksamen Zuhörer tiefgründige Dimensionen, die über bloße Entspannung hinausgehen.
Die Bedeutung der japanischen Kultur in Alexandra Grimals Werk sei bekannt; man spüre sie sofort, von den ersten Momenten von „Komori“, einem Miyazaki-Film würdig, im kristallklaren Fluss einer wandernden rechten Hand, schrieb Franpi Barriaux in Citizen Jazz. Giovanni di Domenico seinerseits treibe das Spiel in vollen Zügen: In „Kuden“, das den Dreh- und Angelpunkt des Albums bilde, werde er mit Grimals körperhafterem Tenor düster und lasse dabei eine gewisse Engelhaftigkeit beiseite, um seine Füße im fruchtbaren Boden der Jazztraditionen und der kreativen Musik zu verankern. Anderswo, im zentralen „Sannai“, würde sich eine dunklere und verschlungenere Version präsentieren, mit einem Saxophon, das sich in einer spinnenartigen Orgelschicht verliert. Mit wenigen Tönen schaffe das Duo eine Atmosphäre und erwecke sie in unseren Ohren zum Leben, es projiziert mentale Bilder und belebt sie. Es sei das Zeichen einer neuen Reife dieser beiden Musiker, die keine Wut brauchen, um eine Botschaft voller Kontrast und Erleichterung zu konstruieren.